# Götilda
Götilda eller Göthilda är ett fornnordiskt kvinnonamn som är sammansatt av orden göt (folknamnet) och hild (strid).
Den fornnordiska formen av namnet är Gauthildr eller Göthild, som sagokungen Ingjald Illrådes hustru ska ha hetat, enligt Ynglingasagan. Namnet försvann sedan, men återuppväcktes av författaren Jacob Henrik Mörk, som skapade namnformen Giöthilda för sin roman "Adalriks och Giöthildas äfwentyr" från 1744, som utspelas under den hedniska forntiden. En annan som gillade namnet var skalden och biskopen Esaias Tegnér, som döpte en av sina döttrar till Anna Götilda. Hennes brorson, Esaias Tegnér d.y., var en av de lärda herrarna som utarbetade 1901 års namnlängd för almanackan - och däri infördes namnet Götilda, inte för att det var särskilt modernt, utan för att det betraktades som "äkta svenskt" och kanske borde bli modernt. Götilda kom dock att förbli ett av almanackans allra ovanligaste namn – och när den nya namnlängden kom 1993 var Götilda ett av de namn som blivit strukna.[källa behövs]
Den 31 december 2014 fanns det totalt 54 kvinnor folkbokförda i Sverige med namnet Götilda eller Göthilda, varav 2 bar det som tilltalsnamn. Motsvarande siffror för Göthild var 6 respektive 2.
Namnsdag: saknas (1901-1992: 9 juli)